# Oronoshima
Oronoshima (jap. 小呂島) ist eine Insel im Japanischen Meer, die zur japanischen Gemeinde Fukuoka gehört.

## Geografie
Oronoshima liegt im Meeresgebiet Genkai-nada im Japanischen Meer zwischen der 24 km entfernten Insel Iki im Westen und der 34 km entfernten Insel Ōshima im Osten. Sie liegt zudem 27 km nordwestlich der Itoshima-Halbinsel des japanischen Festlandes. Dennoch gehört sie administrativ nicht zur näherliegenden Gemeinde Itoshima, sondern zur östlich gelegenen Nachbarstadt Fukuoka.
Die Insel hat eine Fläche von 0,43 km² und ist 1590 m lang, sowie 708 m breit. Oronoshima ist vergleichsweise flach, steigt aber an der Küste außer im Norden und Süden vergleichsweise steil an. Die höchste Erhebung ist ein 109,3 m unbenannter, sanft ansteigender Hügel. Nördlich davon liegt der 109 m hohe Mukōyama (向山).
Auf der Insel lebten im Januar 2012 206 Menschen in 67 Haushalten, die sich hauptsächlich ganz im Süden zwischen dem Hügel und dem Hafen befinden. Nördlich des Hügels befinden sich hauptsächlich die Grund- und Mittelschule und die Entsalzungsanlage.

## Geschichte
Die Insel war zwischen dem 10. und 13. Jahrhundert ein Wegpunkt der Handelsroute mit China. Die heutigen Einwohner gehen jedoch auf das 17. Jahrhundert zurück als das Lehen Fukuoka hier Fischerleute zur Ausdehnung ihres Herrschaftsgebietes ansiedelte. 1961 wurde die Siedlung und damit die Insel in die Stadt Fukuoka eingemeindet.